# Langesund

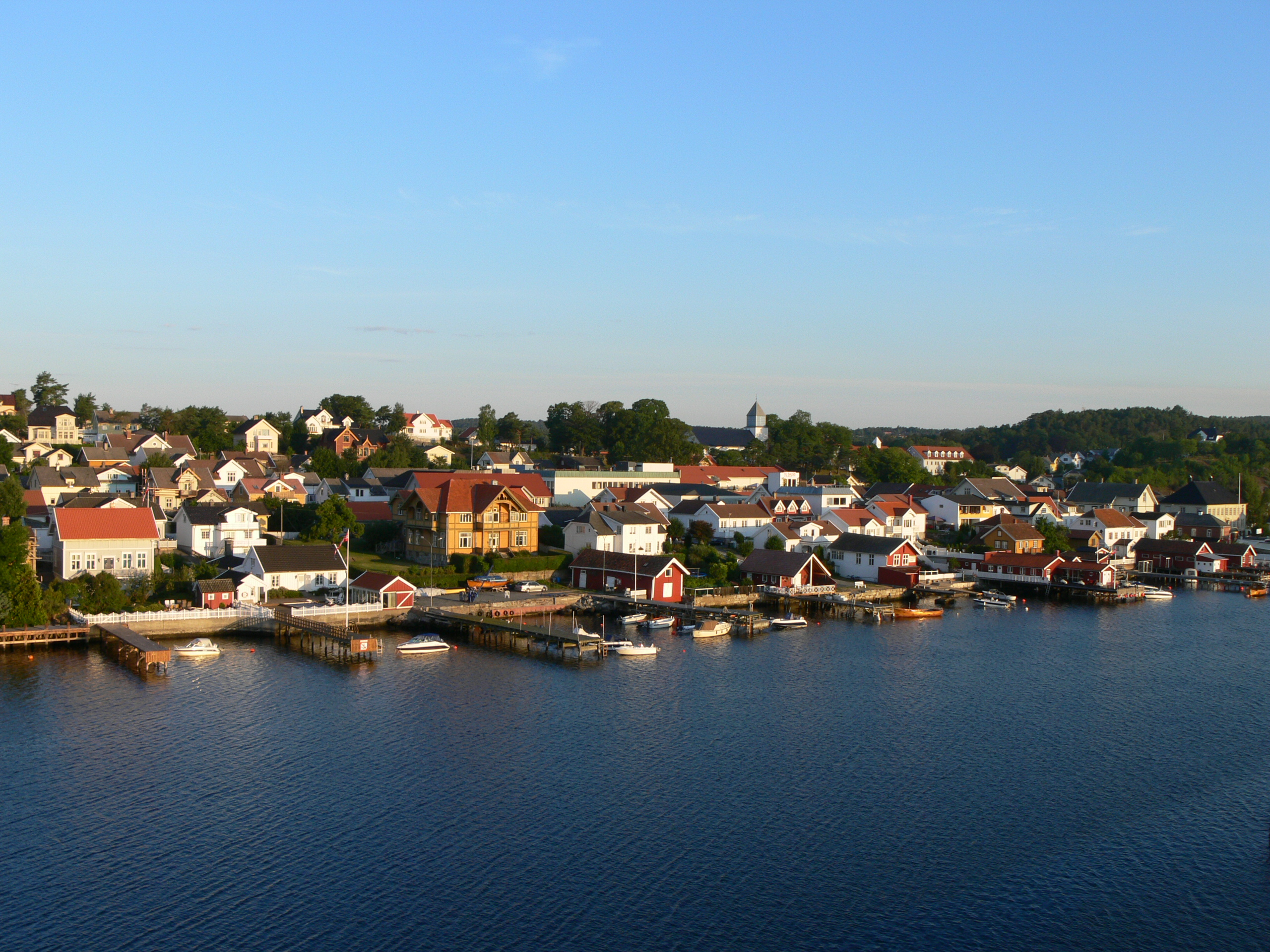
Langesund

Langesund ist ein Ort in Norwegen (Fylke Telemark) und Hauptort der Kommune Bamble. Im Osten des Ortes befindet sich die Inselgruppe Arøya. Der Ort hat ungefähr 5500 Einwohner und wurde im 13. Jahrhundert gegründet.
Früher war Langesund eine der wichtigsten Schifffahrtsstädte Norwegens. Marineoffizier Peter Wessel Tordenskiold ließ eines seiner Schiffe in Langesund bauen, die Løvendals Gallej. In den 1800er Jahren war es auf Englisch als Longsound bekannt.

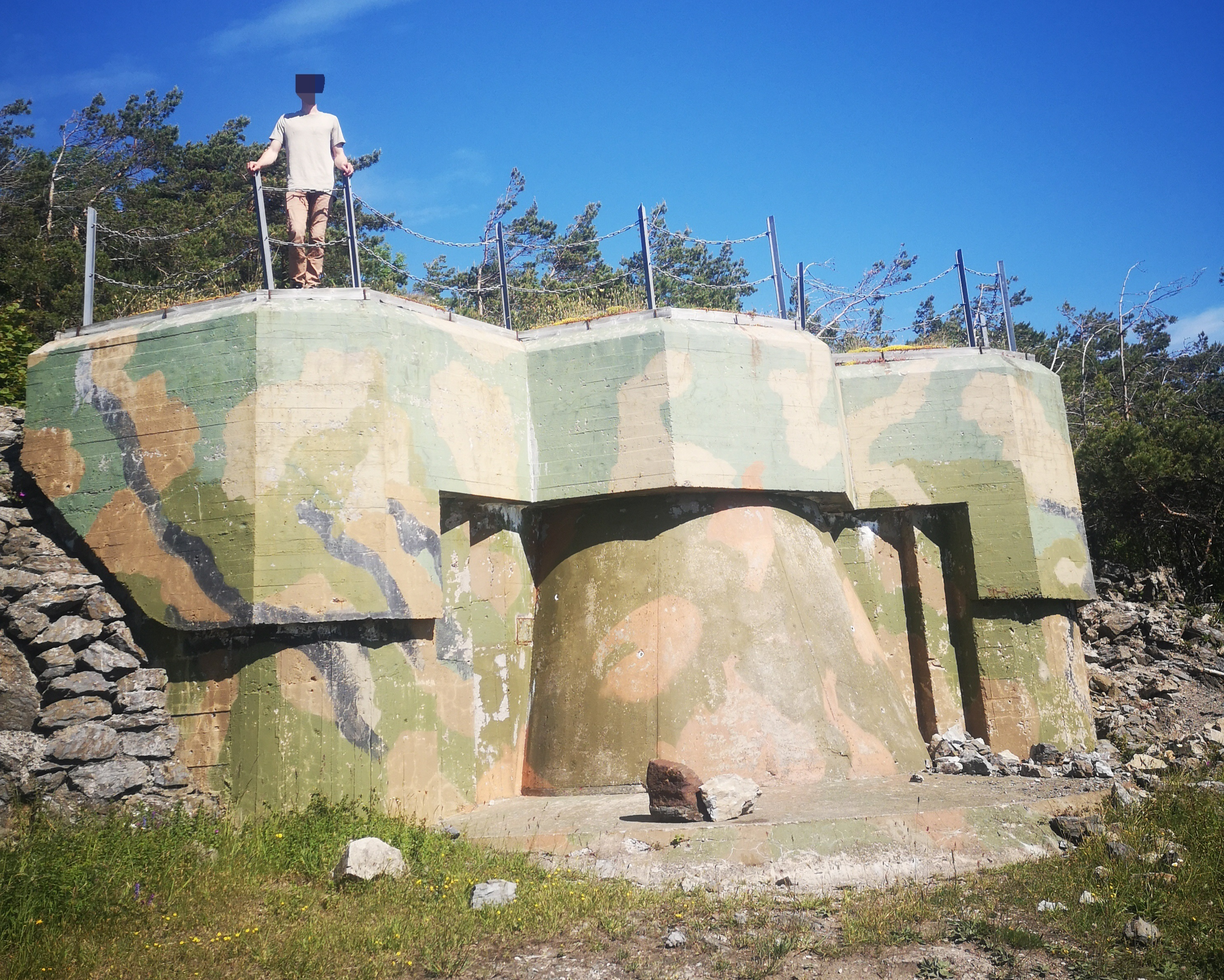
Verschlossene Bunkerstellung auf der Halbinsel Langesund

Es ist möglich, die Überreste der alten Küstenfestung auf Langesundstangen am äußersten Ende der Halbinsel Langesund zu besichtigen. Die Festung wurde während des Zweiten Weltkriegs von der Wehrmacht errichtet und später bis 1993 von der norwegischen Küstenartillerie und der Heimwehr genutzt.
Der „Kyststien“ (Küstenpfad) von Langesund nach Rognstranda ist 9,8 km lang und beginnt in der Ortsmitte von Langesund.

## Söhne und Töchter der Stadt
- Marie Høeg (1866–1949), Fotografin und Frauenrechtlerin
- Atle Selberg (1917–2007), Mathematiker
- Bjørn Storberget (1921–1999), Schriftsteller
- Ivo de Figueiredo (* 1966), Historiker und Biograf